# Anthony Ruivivar
Anthony Ruivivar, född 4 november 1970 i Honolulu, Hawaii, är en amerikansk skådespelare.

## Filmografi i urval

### Filmer
- 1994 – Varghunden 2 - myten om den vita vargen - Peter
- 1996 – Race the Sun - Eduardo Braz
- 1997 – Starship Troopers - Shujimi
- 1999 – Simply Irresistible - Ramos
- 2008 – Tropic Thunder - sergeant som skjuts i huvudet
- 2009 – A Perfect Getaway - kroniker

### TV-serier
- 1997 - I lagens namn - Raymond Cartena, 1 avsnitt
- 1997 - All My Children - Enrique "Ricky", 2 avsnitt
- 1999-2005 - Tredje skiftet - Carlos Nieto, 112 avsnitt
- 2005 - Medical Investigation - sjukvårdare Carlos Nieto, 1 avsnitt
- 2006 - Close to Home - Vega
- 2007 - Numb3rs - Agent Cordero, 1 avsnitt
- 2007 - Criminal Minds - Ricardo Vega, 1 avsnitt
- 2007 - CSI: Crime Scene Investigation - Ruben Bejarano
- 2007 - Chuck - Tommy, 2 avsnitt
- 2009 - Lie to Me - FBI-agent Dardis, 1 avsnitt
- 2014 - Hawaii 5-0 - Marco Reyes